# جک کورتیس (بازیکن فوتبال، زاده ۱۸۸۸)
جک کورتیس (انگلیسی: Jack Curtis; ۱۳ دسامبر ۱۸۸۸ – ۸ مارس ۱۹۵۵) بازیکن فوتبال اهل بریتانیا بود.
از باشگاه‌هایی که در آن بازی کرده‌است می‌توان به باشگاه فوتبال فولام، باشگاه فوتبال استوک‌پورت کانتی، باشگاه فوتبال تاتنهام هاتسپر، باشگاه فوتبال گینزبورو ترینیتی، باشگاه فوتبال برنتفورد، باشگاه فوتبال میدلزبرو، و باشگاه فوتبال ساندرلند اشاره کرد.